# Cinco besos
Cinco besos es una película de Argentina en blanco y negro también conocida como Esta noche es nuestra dirigida por Luis Saslavsky según su propio guion escrito en colaboración con Ariel Cortazzo que se estrenó el 8 de marzo de 1946 y que tuvo como protagonistas a Mirtha Legrand, Roberto Escalada y Elena Lucena. Colaboraron en los diálogos adicionales Arnaldo Malfatti y Tito Insausti. Durante el rodaje del filme nació el romance Tinayre-Legrand.

## Sinopsis
Amoríos en un teatro: vedettes, novios de coristas y escándalos que incluyen a un millonario.

## Reparto
- Mirtha Legrand ... Irene Rossi
- Roberto Escalada ... Carlos María Morel
- Elena Lucena ... Camelia Da Silva
- Lalo Maura ... Alberto Roldán
- Benita Puértolas ... Doña Felisa de Rossi
- Ana Nieves
- Warly Ceriani ... Médico
- Iris Martorell ... Presidenta del sindicato
- Aída Villadeamigo
- Margarita Burke
- Pura Díaz ... Mujer con lentes miembro del sindicato
- Rafael Diserio

## Comentarios
El Heraldo del Cinematografista dijo de la película: "Completamente superficial participa a menudo de la farsa" y Manrupe y Portela opinan:

"Superproducción que no ha perdido su estilo pero sí gran parte de su gracia."